# Botryllus scalaris
Botryllus scalaris is een zakpijpensoort uit de familie van de Styelidae. De wetenschappelijke naam van de soort is voor het eerst geldig gepubliceerd in 1981 door Saito & Mukai.